# Velocità superluminale

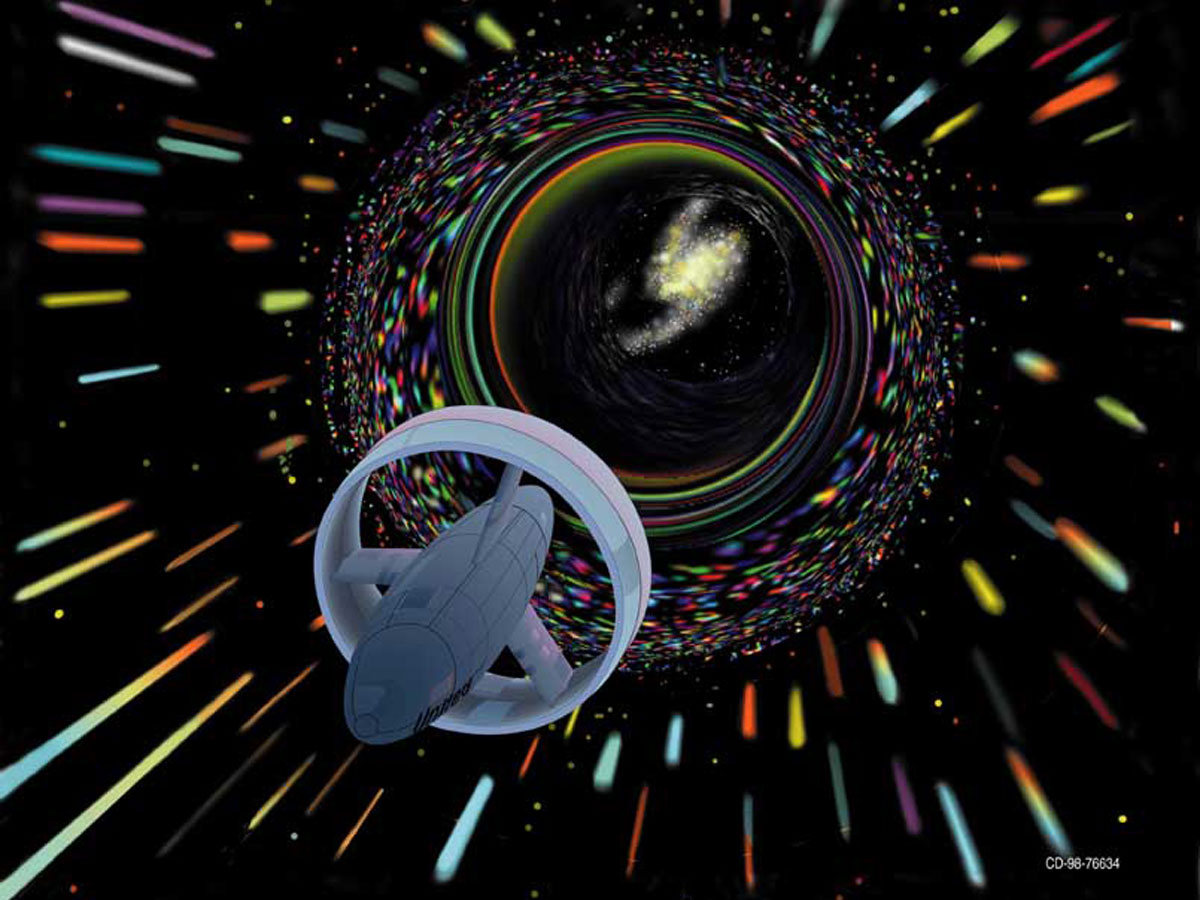
Rappresentazione artistica di un ipotetico veicolo spaziale che viaggia inducendo un ponte di Einstein-Rosen (Wormhole Induction Propelled Spacecraft), liberamente basata sulla pubblicazione del 1994 di Miguel Alcubierre sulla propulsione ultraluce. Crediti: NASA CD-98-76634 by Les Bossinas.

In fisica una velocità superluminale (anche ultraluce o superluminare) è una velocità che permette di propagare le informazioni o di spostare la materia a una velocità superiore a quella della luce nel vuoto.
Questo concetto è un punto cardine di molte opere del genere fantascientifico, ma è generalmente considerato impossibile dalla comunità scientifica in virtù delle limitazioni imposte dalla teoria della relatività ristretta di Einstein.

## Termini del problema
Nell'ambito di pertinenza di questa voce, l'espressione velocità superluminale si riferisce alla trasmissione di informazioni o di materia a una velocità superiore a quella della luce nel vuoto (c), pari a 299 792 458 m/s. Bisogna comunque osservare che:
- alcuni processi si propagano più velocemente di c, ma non trasportano informazioni (vedi la sezione Velocità superluminali apparenti di seguito)
- la luce viaggia alla velocità di c/n quando non si trova nel vuoto ma sta attraversando un mezzo con indice di rifrazione pari ad n; in certi materiali alcune particelle possono viaggiare più velocemente di c/n (ma sempre più lentamente di c), causando la cosiddetta radiazione Čerenkov.

Nessuno di questi fenomeni vìola i principi della relatività ristretta o crea problemi con il principio di causalità, e di conseguenza non può essere qualificato superluminale come sopra descritto.

## Possibilità di raggiungere velocità maggiori della luce
La possibilità di viaggiare o comunicare a velocità superluminali è un problema in un universo che accetta la teoria della relatività di Einstein. In un ipotetico universo in cui i principi della dinamica di Newton e le trasformazioni galileiane fossero leggi esatte, invece che approssimazioni, sarebbe vero ciò che segue.
- Quantità misurate in diversi sistemi di riferimento sarebbero collegate da trasformazioni galileiane. Ovvero, Un punto fisso x in un sistema di riferimento corrisponderebbe alla traiettoria x-vt in un sistema di riferimento che si muovesse a una velocità v relativamente al primo.
- Non ci sarebbe niente di fondamentale rispetto alla velocità della luce.
- Tutti gli osservatori concorderebbero sul tempo, a meno di una traslazione.
- Tempo e spazio sarebbero concetti assoluti e perciò tutti gli osservatori si troverebbero d'accordo sulla simultaneità di due eventi.

Invece, in accordo con la teoria della relatività ristretta, ciò che noi misuriamo come la velocità della luce nel vuoto è in effetti la costante fisica c. Questo significa che tutti gli osservatori, a prescindere dalla loro accelerazione o dalla loro velocità relativa, misureranno sempre la velocità delle particelle senza massa (ad esempio gravitoni e fotoni) come pari a c. Questo risultato significa che le misurazioni di tempo e di velocità in diversi ambiti non sono più collegati da semplici differenze costanti, ma sono invece legate da trasformazioni di Poincaré. 
- L'energia aumenta con la velocità, e alla velocità della luce un oggetto di massa nulla non avrebbe energia infinita.
- Per accelerare un oggetto avente massa maggiore di zero a c sarebbe necessario una accelerazione finita per un infinito periodo di tempo, o una accelerazione infinita per un limitato periodo di tempo.
- In entrambi i casi comunque tale accelerazione richiederebbe una quantità infinita di energia. Oltrepassare la velocità della luce in uno spazio omogeneo richiederebbe perciò un'energia più che infinita, concetto insensato.
- Osservatori in movimento relativo tra loro non potrebbero trovarsi d'accordo su quale di due eventi avvenuti in differenti posizioni si sarebbe svolto prima. In altre parole, ogni viaggio a velocità superiori a quelle della luce per alcuni sistemi di riferimento inerziale procederà indietro nel tempo secondo altri, ugualmente validi, sistemi di riferimento.

Per questi motivi, solo un numero limitato di soluzioni potrebbero giustificare velocità superiori a quelle della luce. Per una particella avente massa reale non nulla, o velocità iniziale < {\displaystyle c}, non è possibile viaggiare a velocità superluminali. Quindi la velocità della luce non è propriamente un limite per un punto materiale, se questo ha una velocità iniziale pari a {\displaystyle c}.

### Ignorare la relatività speciale
Questa soluzione sembra semplice ed è una delle più popolari nell'ambito della fantascienza. Tuttavia, tutte le evidenze sperimentali hanno dato ampio riscontro alla teoria della relatività ristretta come la più corretta descrizione applicabile agli spostamenti ad alte velocità. Alle basse velocità (inferiori a un decimo di c) tale teoria può essere validamente semplificata e ricondotta ai principi dettati da Galileo. Allo stesso modo, la relatività generale è unanimemente riconosciuta come la teoria corretta per descrivere la gravità in relazioni a grandi masse e lunghe distanze. Sfortunatamente, la relatività generale non è valida per le piccole distanze e nel campo nei quanti. La relatività ristretta è facilmente incorporabile nella teoria quantistica dei campi non gravitazionali, ma si applica solamente a un universo basato su uno spazio-tempo di Minkowski piatto. Il nostro universo in espansione però contiene livelli di energia che curvano lo spazio-tempo e forse perfino una costante cosmologica e di conseguenza non è uno spazio di Minkowski e non è, in particolare, costante di fronte a trasformazioni di Poincaré. Comunque anche considerando l'ambito della relatività generale una accelerazione a velocità superluminale non sembra essere possibile.

### Far andare più velocemente la luce (effetto Casimir)
Le equazioni di Einstein della relatività speciale postulano che la velocità della luce sia uguale in ogni sistema di riferimento inerziale. Le equazioni non danno nessun valore specifico per la velocità della luce stessa. Tale velocità è stata determinata sperimentalmente nel vuoto. Tuttavia il vuoto che noi conosciamo non è l'unico vuoto possibile. Il vuoto ha infatti una certa energia associata, chiamata energia del vuoto. Tale energia può essere in certi casi abbassata, e quando succede la luce può essere più veloce rispetto al suo standard. Tale vuoto, detto "vuoto di Casimir", può essere prodotto utilizzando due lastre di metallo perfettamente piatte e avvicinandole fino a una distanza dell'ordine del micrometro. A livello teorico, in tale situazione la velocità della luce aumenterebbe, anche se non è possibile una verifica sperimentale, mentre l'effetto Casimir vero e proprio, l'attrazione tra lastre è stato misurato nel 2002.
Le equazioni di Einstein della relatività speciale assumono implicitamente l'omogeneità: si assume che lo spazio sia ovunque uguale. Nel caso del vuoto di Casimir questo assunto è disatteso. All'interno di tale vuoto avremmo uno spazio omogeneo, mentre all'esterno avremmo uno spazio altrettanto omogeneo. Le equazioni della relatività continuerebbero a funzionare nel vuoto di Casimir con un valore di c modificato, mentre all'esterno continuerebbero a utilizzare il valore ordinario. Tuttavia se consideriamo assieme i due ambiti, le equazioni della relatività ristretta non possono più essere applicate poiché l'assunzione di omogeneità non è più valida. In altre parole l'effetto Casimir dividerebbe lo spazio in due differenti regioni omogenee, ognuna delle quali obbedisce alle leggi della relatività ristretta separatamente.
Anche se questo tecnicamente può definirsi 'più veloce della luce', ma vale solo relativamente a due regioni di spazio separate. Non è chiaro se un vuoto di Casimir sia stabile dal punto di vista della meccanica quantistica, né se una qualche comunicazione sia possibile tra tale regione e l'esterno.
Ottenere che la luce si muova più velocemente non significa che si possa viaggiare più velocemente di essa, semplicemente con tale sistema si incrementa il limite di velocità dal valore standard di circa 299 792 km/s.

### Rinunciare alla causalità
Un altro approccio al problema è quello di accettare le limitazioni della relatività speciale ma postulare che alcuni fenomeni previsti dalla relatività generale (ad esempio le tarlature spazio-temporali o, in inglese, wormhole) consentano di viaggiare tra due punti diversi senza attraversare lo spazio tra di loro. In tal modo si aggirerebbe il problema dell'accelerazione infinita ma si andrebbe incontro a curve temporali chiuse che porterebbero come conseguenza a viaggi nel tempo e alla violazione del principio di causalità. Tale principio non è in effetti richiesto dalle teorie della relatività ma è comunque considerato una proprietà fondamentale dell'universo che non può essere abbandonata. Per tale motivo molti fisici si aspettano che la gravità quantistica precluda questa opzione. In alternativa si può ipotizzare che, anche nel caso in cui i viaggi nel tempo siano effettivamente possibili, questi non porterebbero mai a paradossi, ipotesi nota come principio di auto consistenza di Novikov.

### Sviluppare la teoria della relatività
Grazie al grande riscontro sperimentale della relatività ristretta ogni modifica di tale teoria deve necessariamente essere molto sottile e difficile da dimostrare nella pratica. Uno dei più noti tentativi deriva dal lavoro del fisico italiano Giovanni Amelino-Camelia e di quello portoghese João Magueijo ed è la teoria della relatività doppiamente speciale. In essa si sostiene che anche la lunghezza di Planck sia la stessa in ogni ambito di riferimento. Una conseguenza di tale teoria è una velocità della luce variabile, dove la velocità dei fotoni varierebbe con il variare dell'energia e alcune particelle a massa zero potrebbero viaggiare più velocemente di c. Gli scienziati non sono comunque concordi sulla veridicità di tale teoria anche se alcuni la considerano una via possibile. In ogni caso, anche se la teoria fosse vera, non è chiaro se delle informazioni potrebbero essere comunicate a velocità superluminale, e sembra che particelle più grandi non potrebbero comunque superare c.
Alcuni teorizzano che l'inerzia di ogni sistema sia il risultato dell'interazione del sistema stesso con il resto dell'universo (principio di Mach). In altre parole, ogni particella del cosmo ha influenza su ogni altra particella. Di conseguenza alcune parti dell'universo potrebbero essere favorite da tale interazione. Se fosse vero significherebbe che la relatività ristretta sarebbe una approssimazione di una teoria più generale. Tuttavia visto che un eventuale confronto dovrebbe essere fatto, per definizione, dall'esterno dell'universo osservabile, è difficile anche immaginare un qualche esperimento che  confermi tale teoria.

### Recarsi in un luogo spazio-temporale dove la velocità della luce non è un limite
Nella fantascienza, una delle opzioni più popolari per oltrepassare il limite della velocità della luce è quella di immaginare l'esistenza di un luogo (tipicamente chiamato iperspazio o subspazio) accessibile dal nostro universo e in cui le leggi della relatività sono distorte, alterate o inesistenti. Per giustificare la velocità di spostamento tra punti nell'iperspazio/subspazio solitamente si assume che la velocità della luce sia superiore a quella standard o che le leggi della relatività non si applichino del tutto. Un altro escamotage è quello di supporre che la distanza tra due punti nel normale spazio-tempo sia molto superiore a quella che intercorre tra i corrispondenti punti dell'iperspazio.
Questa opzione non trova riscontro nelle teorie scientifiche attualmente riconosciute, anche se non esistono neppure argomenti in senso contrario.

### Aumentare la velocità senza accelerazione
Quando si pensa a velocità superiori a quella della luce si fa l'assunzione di dover prima raggiungere la velocità della luce e poi superarla. Raggiungere la velocità della luce comporta però la necessità di avere un'energia infinita come abbiamo visto in precedenza. Tuttavia potrebbe esistere un sistema per cambiare istantaneamente la propria velocità senza dover passare attraverso gli stati intermedi. L'energia richiesta per accelerare tocca un asintoto al raggiungimento della velocità della luce. Un oggetto che viaggia a velocità superiori potrebbe aver bisogno di un quantitativo di energia paragonabile a quello di un oggetto più lento della luce. La difficoltà sta nell'immaginare un sistema per muovere le particelle senza accelerarle. Tra l'altro anche gli esseri umani potrebbero utilizzare questo sistema in quanto l'inerzia è legata all'accelerazione e non alla velocità in sé.
Un tipo di acquisizione della velocità senza passare da una precedente accelerazione è relativo al processo di creazione delle particelle. A livello teorico sarebbe possibile modificare istantaneamente la velocità attraverso un processo controllato di annichilazione e successiva ricreazione di un oggetto a una differente velocità. Una tecnologia di questo tipo per oggetti macroscopici sarebbe equivalente a creare una sorta di teletrasporto.
Un altro tipo di evento simile in natura è conosciuto come salto quantico (quantum leap), anche se ciò che viene variato istantaneamente sono gli stati energetici di un atomo.

### Considerare la velocità come una quantità complessa
Uno stratagemma letterario ideato dalla scrittrice di fantascienza Catherine Asaro consiste nell'inserire all'interno delle equazioni della relatività speciale velocità che oltrepassano quelle della luce, una componente immaginaria. In tal modo sarebbe possibile determinare le condizioni necessarie per ottenere tali velocità. Secondo la Asaro, ciò sarebbe possibile per la velocità perché essa ha un componente immaginario oltre che la classica dimensione reale. Il nome dato a tale tipo di motore nei romanzi è Inversion drive (motore a inversione).

### Curvare lo spazio
La teoria della relatività ristretta impedisce agli oggetti di avere una velocità relativa che superi quella della luce e che la relatività generale si approssima a quella speciale in ambito locale (piccole regioni dove la curvatura dello spazio-tempo è trascurabile). La relatività generale prevede e permette che lo spazio tra oggetti molto distanti possa aumentare a velocità superiori a quella della luce. Questo in quanto è l'espansione stessa dell'universo a far allontanare gli oggetti tra loro e non c'è un vero e proprio movimento degli stessi. Si pensa che le galassie distanti più di 14 miliardi di anni luce si allontanino da noi a velocità superiori a c.
Un fisico messicano, Miguel Alcubierre, ha teorizzato la possibilità di viaggiare nello spazio utilizzando una "bolla di curvatura" in cui lo spazio di fronte alla bolla viene contratto mentre quello dietro viene espanso. In tal modo sarebbe possibile muoversi più velocemente di un raggio di luce che viaggia all'esterno della bolla pur non infrangendo i limiti della relatività.
Il funzionamento del motore sopra descritto ricorda molto il motore a curvatura utilizzato nella serie di Star Trek.

### Teoria di Heim

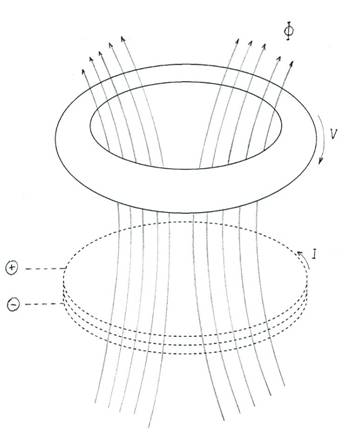
Schema del dispositivo antigravitazionale

Questa teoria, tutt'altro che confermata, si basa su una visione rivoluzionaria dell'universo e delle sue leggi elaborata nella seconda metà del secolo scorso dal fisico tedesco Burkhard Heim. Essa, in seguito a recenti sviluppi apportati da Walter Dröscher e Jochem Häuser,
prevede l'esistenza di due ulteriori campi di forza che si aggiungono ai quattro noti dalla fisica delle particelle che, in presenza di un particolare dispositivo, possono dar luogo a una sorta di campo anti-gravitazionale che potrebbe essere usato per spingere un veicolo nello spazio. In una particolare situazione di campo oscillante, lo stesso dispositivo che genera la spinta anti-gravitazionale sarebbe in grado di diminuire l'inerzia propria del veicolo eliminando così gli effetti della massa relativistica e consentendo al veicolo stesso di superare n volte la velocità della luce. Un'interpretazione di questo fenomeno viene data ipotizzando che il veicolo lasci il nostro spazio ordinario per entrare in una sorta di iperspazio in cui il valore di c è notevolmente superiore.
Esso, come si può vedere dalla figura, è costituito da un grosso anello rotante di materiale conduttore (il cui rendimento è tanto maggiore quanto più alta è la sua conduttività) immerso in un potente campo magnetico Φ generato da una bobina sottostante l'anello. Per dar luogo agli effetti descritti occorre che le due forze "extra" previste dalla teoria interagiscano con il campo gravitazionale generando la prima, detta gravito-fotonica, un campo antigravitazionale repulsivo e la seconda, detta quintessenza, in onore ai quattro elementi della filosofia greca e latina, la riduzione d'inerzia prima descritta. La rotazione del grosso volano conduttore dà luogo a un'interazione tra campi elettro-magnetici e gravitazionali prevista dalla teoria di Heim e consente il fenomeno propulsivo descritto.
Secondo lo spaziotempo
Nello spaziotempo lo spazio e il tempo sono fortemente legati tra loro, quindi se si va molto veloci, il tempo impiegato per percorrere una certa distanza sarà minore.
Quindi stando fermi senza legami gravitazionali in un punto dello spazio, il movimento si sposterebbe completamente sul piano del tempo, quindi si potrebbe viaggiare nel futuro.
Nel caso in cui il tempo non finisse, avremmo una misura infinita, e quindi se è possibile stando fermi nello spazio viaggiare nel tempo all'infinito, sarebbe in teoria possibile che anche la velocità sia una misura infinita quindi diminuendo il tempo per percorrere 300000 km da un secondo a meno di un secondo, la velocità della luce sarebbe superata, quindi secondo questa teoria l'unico limite per superare la velocità della luce sarebbe la tecnologia a disposizione

## Tachioni
Nella relatività speciale, mentre è impossibile per un oggetto dotato di massa a riposo reale e non nulla accelerare fino alla velocità della luce o muoversi alla velocità della luce, non ci sono limitazioni al fatto che possa esistere qualcosa che sia sempre stato più veloce della luce. L'ipotetica particella elementare che ha questa proprietà è chiamata tachione. Curiosamente la velocità del tachione in base alla relatività non può mai scendere sotto c. La loro esistenza non è stata né provata né smentita, finora però i tentativi di quantizzarli hanno mostrato che non possono essere usati per comunicazioni a velocità superluminali. Comunque, poiché i tachioni hanno una massa a riposo immaginaria sono considerati non concreti.
I tachioni non contraddicono i due casi nei quali la relatività non ammette velocità superluminali: hanno una massa immaginaria e non devono essere accelerati alla velocità della luce, che è la loro velocità iniziale. Tuttavia la relatività ristretta definisce energia e tempo su un semiasse positivo, escludendo che possano esservi particelle come i tachioni.

## Neutrini
Il 22 settembre 2011 un documento prodotto dall'esperimento OPERA ha indicato la possibile rilevazione di neutrini muonici da 17 e 28 GeV, inviati attraverso la crosta terrestre lungo i 730 chilometri che separano il CERN di Ginevra dai Laboratori Nazionali del Gran Sasso, con una velocità superiore a quella della luce per un fattore 2,48×10−5 (circa 1 parte su 40.322,58), una statistica con significatività sigma pari a 6,0..
Si ritiene che l'anomalia misurata sia un artefatto sperimentale, dovuto a una connessione lasca di un collegamento da un cavo in fibra ottica proveniente da un ricevitore GPS: questo avrebbe causato un ritardo di 60 nanosecondi. Il serraggio del collegamento fa decrescere il ritardo lungo la linea a fibra ottica, annullando probabilmente il ritardo osservato. Un libro pubblicato nel 2017 traccia con grande dettaglio gli avvenimenti che hanno indotto in errore la collaborazione OPERA .

## Effetto Čerenkov
Passando da un mezzo a basso indice di rifrazione ad un altro con valore maggiore la luce o particelle molto veloci possono raggiungere ed a volte superare la velocità della luce locale.
Questo porta alla necessità di dissipare l'energia in eccesso sotto forma di radiazione spesso visibile.
Questo avviene nelle piscine di decantazione delle centrali nucleari sotto forma di emissione azzurrina oppure nell'alta atmosfera quando particelle veloci la raggiungono e l'emissione viene rivelata da appositi telescopi a terra.

## Velocità superluminali apparenti

### Velocità relativa
Un osservatore può ritenere erroneamente che due oggetti si muovano a una velocità superiore alla velocità della luce l'uno relativamente all'altro. Questo avviene quando tale osservatore utilizza scorrettamente i principi di Galileo per sommare la velocità.
Ad esempio, dal punto di vista di un osservatore esterno sembrerà che due particelle che si muovono a velocità prossime a quelle della luce in direzioni contrarie in un acceleratore di particelle circolare viaggino relativamente tra loro a poco meno del doppio della velocità della luce se utilizzano i principi galileiani. Utilizzando gli strumenti forniti dalla relatività ristretta ipotizzando, ad esempio che le particelle si muovano a velocità pari a {\displaystyle \beta } e {\displaystyle -\beta } dove
{\displaystyle \beta ={\frac {v}{c}}},
In questo caso dal punto di vista dell'osservatore la velocità relativa Δβ (sempre utilizzando come unità di misura la frazione di c) sarà
{\displaystyle \Delta \beta ={\beta -(-\beta ) \over 1+\beta ^{2}}={2\beta  \over 1+\beta ^{2}}},
che è meno della velocità della luce.

### Velocità di fase superiore ac
La velocità di fase di un'onda può, in alcune circostanze, superare la velocità della luce nel vuoto. Questo comunque non significa che ci sia propagazione di un segnale a velocità superiori a c. Nella maggior parte dei supporti ottici l'indice di rifrazione è superiore all'unità per tutte le lunghezze d'onda, perciò la velocità di fase è al di sotto della velocità della luce.

### Espansione dell'universo
L'espansione dell'universo provoca l'allontanamento delle galassie più lontane da noi a velocità superiori a quelle della luce. Questo avviene quando per calcolare la velocità di spostamento di tali galassie vengono utilizzate le coordinate comoventi e il tempo cosmologico.
Nella relatività generale, tuttavia, la velocità è un concetto locale, per cui il concetto di velocità utilizzando le coordinate comoventi non può essere messo in relazione alla velocità come normalmente intesa. In altre parole, le galassie (o per meglio dire i gruppi di galassie) non si muovono fisicamente le une dalle altre. Quello che avviene è che lo spaziotempo tra di loro si espande. Questo spiega anche il fenomeno inflazionistico immediatamente seguito al Big Bang, quando un universo cento miliardi di volte più piccolo di un protone si espanse fino alla grandezza di circa cento milioni di anni luce in appena 10−32 secondi.

### Moto superluminale astronomico
Un moto superluminale apparente può essere osservato in astronomia in molte radio galassie, blazar, quasar e recentemente anche in microquasar. Tale effetto era stato comunque previsto prima che fosse direttamente osservato. Può essere spiegato come un'illusione ottica che si crea quando i calcoli di velocità relativi a un oggetto che si muove verso di noi presumono che tale avvicinamento non ci sia. Il fenomeno quindi non è reale e non contraddice quindi la relatività ristretta. I calcoli corretti sulla velocità hanno dimostrato che tali oggetti si muovono comunque a velocità vicine a quella della luce (relativamente a noi). Tali oggetti sono quindi un esempio concreto di oggetti dotati di una massa considerevole che si muovono a velocità notevolissime. Sulla terra gli esperimenti scientifici sono riusciti ad accelerare a tali velocità solamente delle particelle elementari.

### Meccanica quantistica
Il principio di indeterminazione di Heisenberg implica che i singoli fotoni possono viaggiare per brevi distanze a velocità superiori (o inferiori) a c, anche nel vuoto; tale possibilità deve essere considerata quando si enumerano i diagrammi di Feynman per l'interazione della particella. A livello aggregato comunque queste fluttuazioni si annullano a vicenda. In tal modo sulle lunghe distanze (non quantistiche) i fotoni finiscono per viaggiare effettivamente in linea retta e alla velocità della luce in media. Questo fatto perciò rende ancora più difficoltosa un'eventuale comunicazione a velocità superluminale sfruttando tali fenomeni.
La stampa ha più volte riportato successi di esperimenti concernenti trasmissioni a velocità superiori a quella della luce, spesso in relazione a un qualche tipo di effetto tunnel quantistico. Nella maggior parte dei casi tali successi erano in relazione alla velocità di fase o alla velocità di gruppo. Questo tipo di superamento della velocità della luce nel vuoto non può però, come abbiamo già visto essere utilizzata per trasmettere informazioni.
Alcuni fenomeni legati alla meccanica quantistica, come l'entanglement quantistico, sembrano trasmettere informazioni a velocità superiori a quella della luce. Tali fenomeni tuttavia finora non hanno mai permesso una vera comunicazione negli esperimenti, ma hanno solo permesso a due osservatori di poter osservare lo stesso evento simultaneamente (il che richiede sempre la presenza di un canale classico per il controllo). Nella meccanica quantistica standard è infatti generalmente accettato il fatto che il teorema di no-cloning quantistico prevenga la comunicazione superluminale via entanglement quantistico, il che produce come diretta conseguenza il teorema di non-comunicazione.
Alcuni fisici hanno tuttavia sottolineato che almeno alcuni degli argomenti su cui si basa il teorema di non-comunicazione sono tautologici, ponendo esso la limitazione relativa alla comunicazione superluminale nell'ipotesi di partenza.